# Marta Pawlina-Meducka
Marta Pawlina-Meducka (ur. 25 października 1941 w Janinie) – polska literaturoznawczyni, historyczka kultury i literatury.

## Życiorys
W 1959 ukończyła Liceum Ogólnokształcące im. ks. Piotra Ściegiennego w Kielcach. W latach 1959–1964 odbyła studia z zakresu polonistyki na Uniwersytecie Warszawskim. Doktoryzowała się w 1981 na Uniwersytecie Jagiellońskim. Stopień doktora habilitowanego nauk humanistycznych w zakresie literaturoznawstwa uzyskała w 1995 na Uniwersytecie Marii Curie-Skłodowskiej w Lublinie w oparciu o rozprawę Kultura Żydów województwa kieleckiego 1918–1939.
Od 1964 do 1967 była nauczycielką w Szkole Podstawowej nr 18 w Kielcach. Następnie pracowała w VI Liceum Ogólnokształcącym im. Juliusza Słowackiego w tym mieście, pełniąc w latach 1973–1976 funkcję zastępcy dyrektora. Od 1978 do 1981 był pracownikiem naukowo-dydaktycznym w Instytucie Kształcenia Nauczycieli i Badań Oświatowych w Kielcach. W 1981 podjęła pracę w Wyższej Szkole Pedagogicznej w Kielcach, przekształconej następnie w Akademię Świętokrzyską i Uniwersytet Jana Kochanowskiego. W latach 1984–1987 pełniła funkcję prodziekana Wydziału Humanistycznego, a w 1995 objęła stanowisko profesora nadzwyczajnego. Współpracowała również z kieleckim wydziałem Wyższej Szkoły Dziennikarskiej im. Melchiora Wańkowicza w Warszawie.
Specjalizuje się w polskiej i żydowskiej kulturze XIX i XX wieku oraz w literaturoznawstwie i pamiętnikarstwie tego okresu. W 1980 została członkiem Kieleckiego Towarzystwa Naukowego (pełniła funkcję wiceprezesa). 
Została odznaczona Złotym Krzyżem Zasługi. W 2024 otrzymała Nagrodę Miasta Kielce.
Żona Stanisława Meduckiego.

## Wybrane publikacje
Monografie:
- Życie kulturalne Kielc 1918–1939, Kielce 1983
- Kultura Żydów województwa kieleckiego. 1918–1939, Kielce 1993

Pod redakcją:
- Kultura Żydów polskich XIX-XX wieku, red. nauk. M. Meducka i R. Renz, Kielce 1992
- Społeczno-kulturalna działalność Kościoła katolickiego w Polsce XIX i XX wieku, pod red. R. Renz i M. Meduckiej, Kielce 1994
- Aktywność społeczno-kulturalna kościołów i grup wyznaniowych w Polsce XIX i XX wieku, pod red. M. Meduckiej i R. Renz, Kielce 1995
- Miasteczko polskie w XIX-XX wieku jako zjawisko kulturowo-obyczajowe, pod red. M. Meduckiej i R. Renz, Kielce 1998
- Wokół „Syzyfowych prac”. Problemy edukacji wiejskiej w Polsce w XIX i XX wieku, pod red. M. Meduckiej, Kielce 1999
- Bataliony Chłopskie w ocenie współczesnej historiografii, pod red. M. Meduckiej, Kielce 2001
- Zygmunt Wasilewski – polityk, krytyk, regionalista, pod red. M. Meduckiej, Kielce 2002
- Opoczno. Studia i szkice z dziejów miasta, pod red. M. Meduckiej, Kielce 2003
- Z tradycji i dorobku inteligencji kieleckiej w XIX i XX wieku, pod red. M. Meduckiej, Kielce 2005

Opracowania:
- Kielce w pamiętnikach i wspomnieniach z XIX wieku, oprac. i przygot. do druku A. Massalski i M. Pawlina-Meducka, Kielce 1992, ISBN 83-900145-7-2